# Valdemaras
Valdemaras ist ein litauischer männlicher Vorname, abgeleitet von Waldemar. Die Abkürzung ist Valdas.

## Namensträger
- Valdemaras Borovskis (* 1984), Fußballspieler
- Valdemaras Chomičius (* 1959),  Basketball-Trainer und ehemaliger -Spieler
- Valdemaras Jakštas (* 1956), Politiker, Bürgermeister von Panevėžys
- Valdemaras Katkus (* 1958), Politiker und Diplomat, Mitglied des Seimas
- Valdemaras Rupšys (* 1967),  Brigadegeneral,  Befehlshaber der  Landstreitkräfte
- Valdemaras Sarapinas (* 1962), Diplomat und Politiker, Vizeminister,  Regierungskanzler
- Valdemaras Stančikas (* 1979), Rechtsanwalt, ehemaliger Politiker
- Valdemaras Tomaševskis (* 1965),  Politiker, Mitglied des Seimas und des EP
- Valdemaras Valkiūnas (* 1959), litauischer und lettischer Unternehmer und Politiker
- Valdemaras Vareika (* 1963), Ingenieur und Manager.